# Kortvingad rörsångare
Kortvingad rörsångare (Acrocephalus concinens) är en asiatisk fågel i familjen rörsångare inom ordningen tättingar.

## Utseende och levnadssätt
Kortvingad rörsångare är en medelstor rörsångare, 13 centimeter lång, och mycket lik sina nära släktingar busksångare och fältsångare med ostreckad brun ovansida, vitaktig undersida och ljust ögonbrynsstreck. Den har längre och kraftigare näbb än fältsångaren, med ljus näbbunderhalva. Ögonbrynsstrecket är rätt otydligt och kortare så att det knappt sträcker sig förbi ögat. Den saknar också olikt fältsångaren ett mörkt ögonstreck samt har längre vingar stjärt och kortare handpenneprojektion. I fräsch dräkt har bröstsidorna och flankerna en anstrykning av brunt. Arten påträffas i vassbälten och högt gräs nära vatten.

## Utbredning och systematik
Kortvingad rörsångare delas in i tre underarter med följande utbredning:
- Acrocephalus concinens haringtoni – förekommer i bergstrakter från norra Afghanistan till nordvästra Indien (Kashmir) och i Pakistan
- Acrocephalus concinens stevensi – förekommer på slättmark kring floden Brahmaputra (Assam) och angränsande Myanmar
- Acrocephalus concinens concinens – förekommer i norra och centrala Kina, övervintrar i södra Myanmar och södra Thailand

### Familjetillhörighet
Tidigare fördes rörsångarna liksom ett mycket stort antal andra arter till familjen Sylviidae, tidigare kallad rätt och slätt sångare. Forskning har dock visat att denna gruppering är missvisande, eftersom då även välkända och mycket distinkta familjer som svalor, lärkor och stjärtmesar i så fall bör inkluderas. Kortvingad rörsångare med släktingar har därför brutits ut till familjen rörsångare (Acrocephalidae).

## Status och hot
Arten har ett stort utbredningsområde och en stor population med stabil utveckling. Utifrån dessa kriterier kategoriserar IUCN arten som livskraftig (LC). Världspopulationen har inte uppskattats, men den beskrivs som en relativt vanlig häckfågel i västra Himalaya.

## Bilder

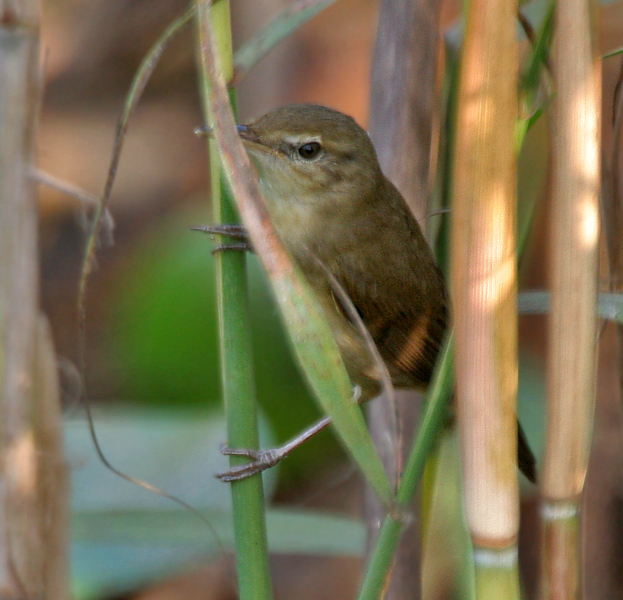
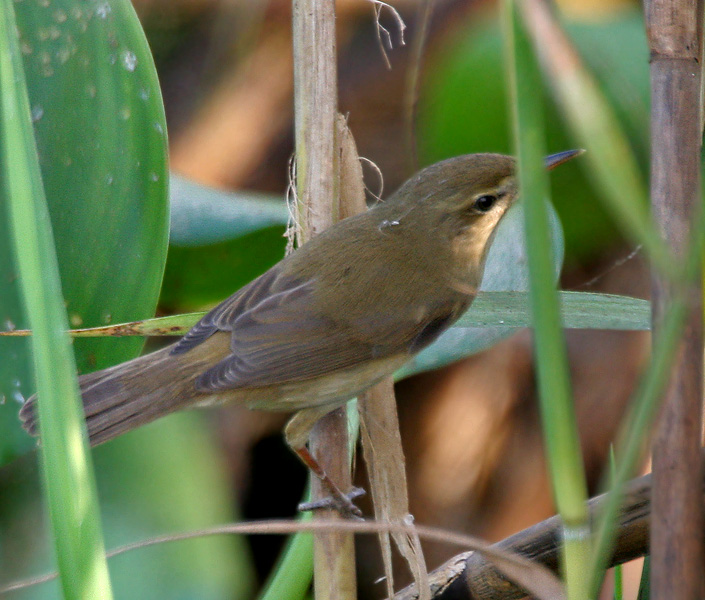
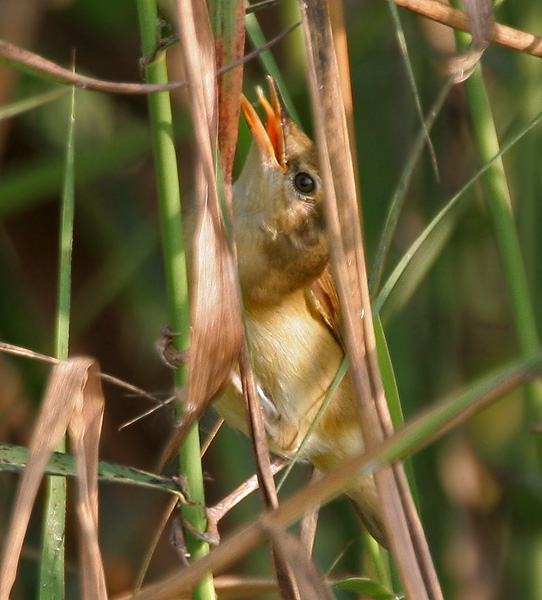
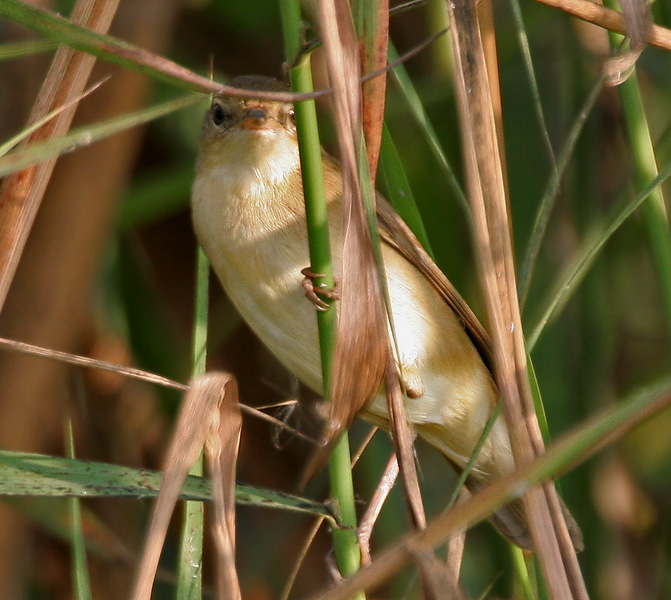
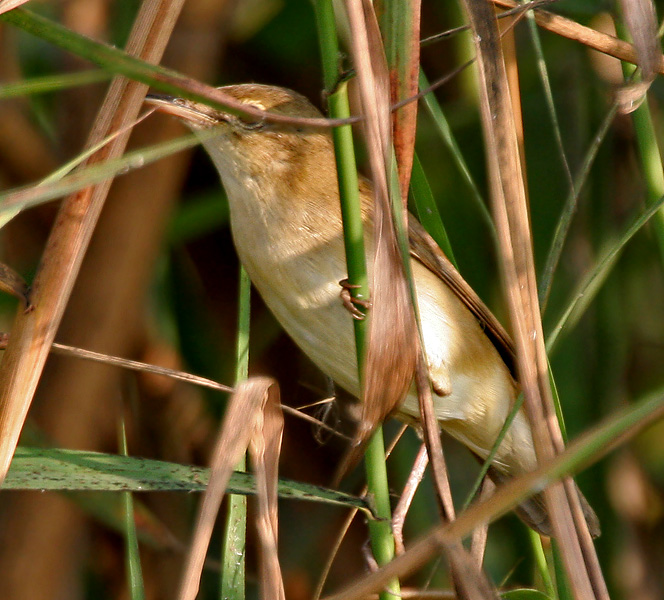
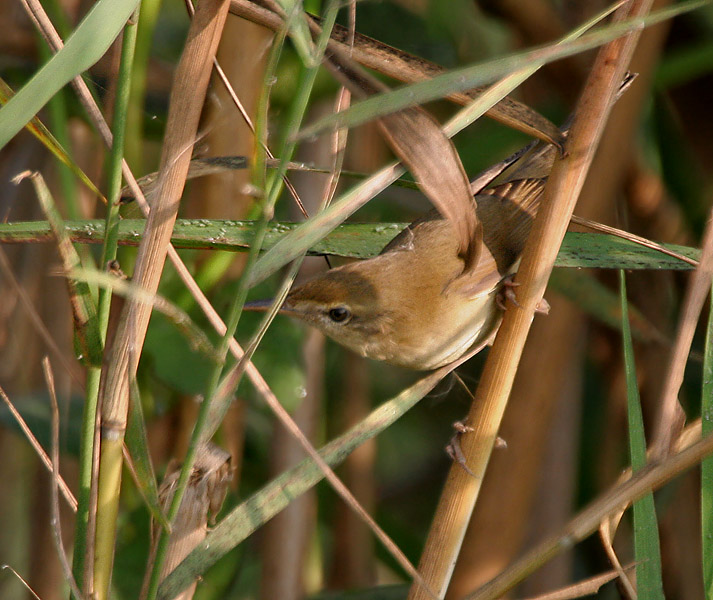
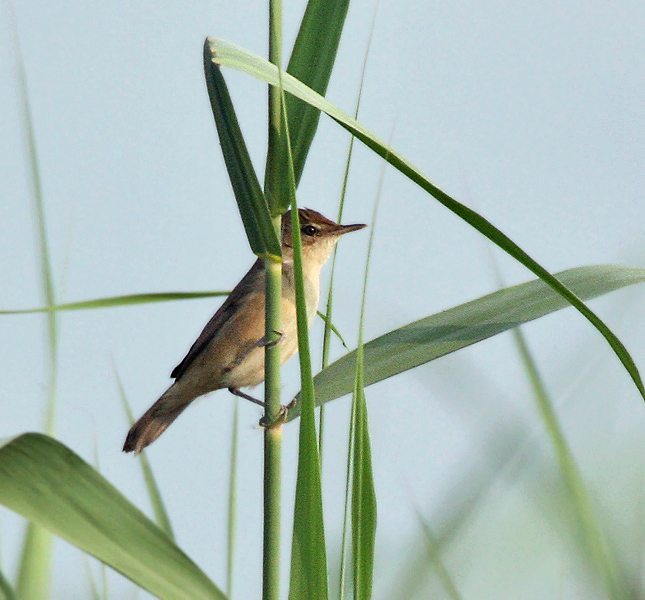
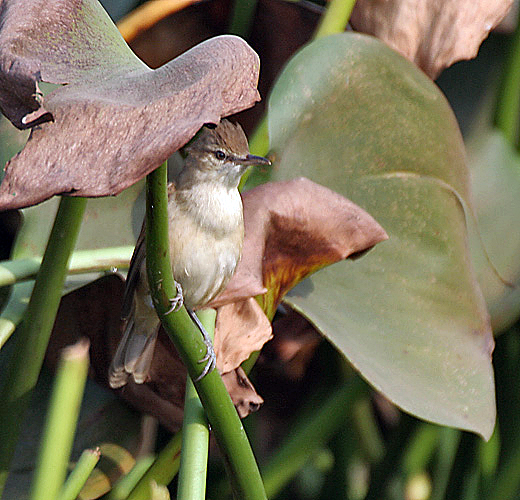